# Enrique Peralta

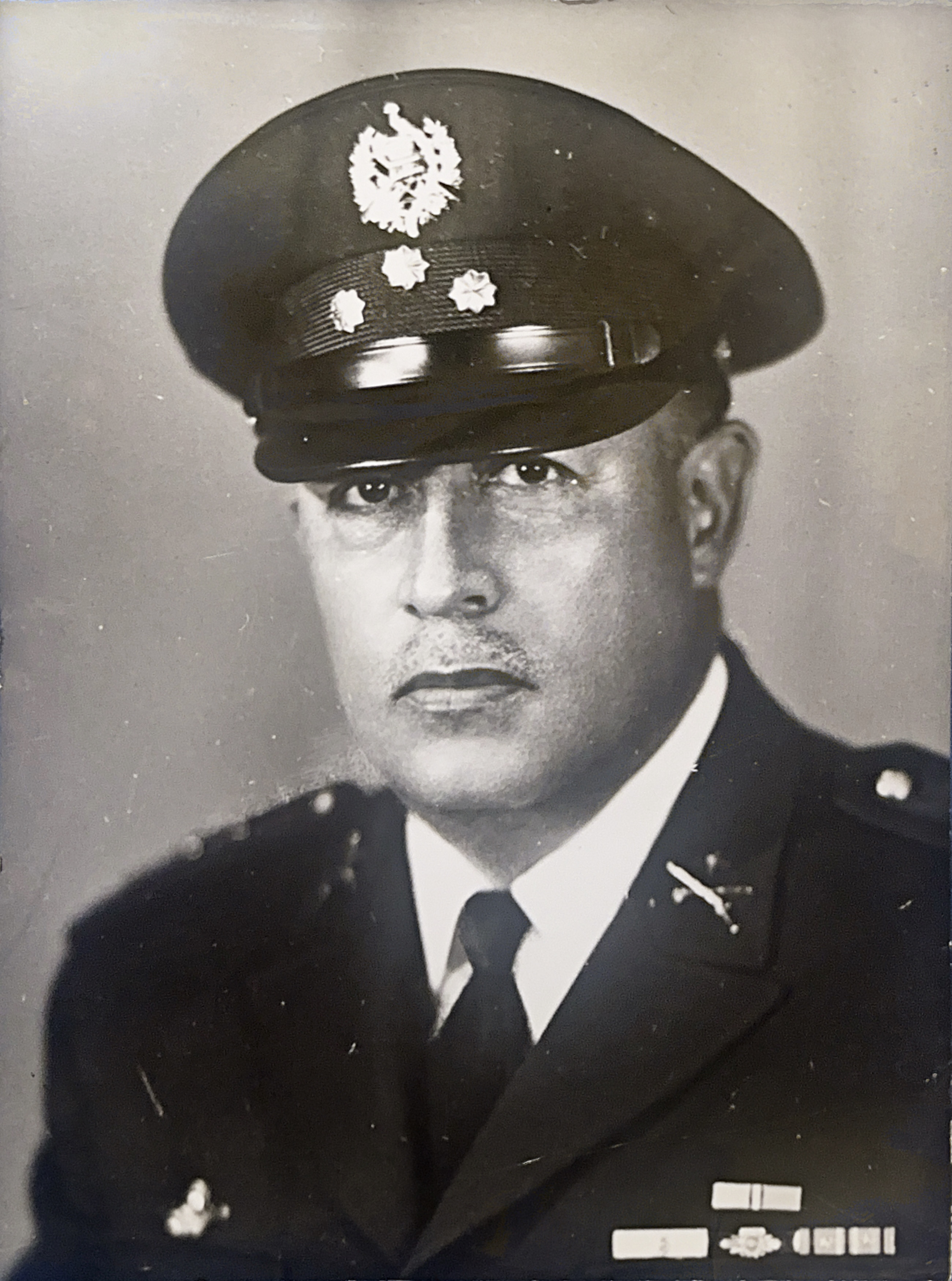
Enrique Peralta

Alfredo Enrique Peralta Azurdia (Guatemala-Stad, 17 juni 1908 - aldaar, 18 februari 1997) was een Guatemalteeks politicus en militair. Hij was president van Guatemala van 1963 tot 1966.
Peralta sloot zich in 1926 aan bij het leger. Onder dictator Miguel Ydígoras (1958-1963) was hij minister van landbouw en defensie. Uit onvrede met het wanbeleid van Ydigoras en het feit dat deze (vrije) verkiezingen had beloofd leidde Peralta in 1963 een staatsgreep waarbij Ydígoras werd afgezet. Peralta liet de grondwet buiten werking stellen en kondigde de staat van beleg af. Honderden tegenstanders werden vermoord.
Peralta beloofde een terugkeer naar een democratische regering, maar liet in 1965 een nieuwe grondwet opstellen waardoor een werkelijke democratie niet van de grond zou komen. Politieke partijen moesten minimaal 50.000 leden hebben om mee te doen, waarbij het linkse partijen bij voorbaat al onmogelijk werd gemaakt. Peralta richtte de rechtse Institutioneel Democratische Partij (PID), die in de volgende twee decennia een van de belangrijkste steunpilaren zou vormen van de militaire regeringen. Naast de PID konden slechts de extreemrechtse Nationale Bevrijdingsbeweging (MLN) en de gematigde Revolutionaire Partij (PR) deelnemen aan de verkiezingen van 1966. Deze werden gewonnen door PR-kandidaat Julio César Méndez Montenegro, die aldus Peralta opvolgde.
Peralta verhuisde naar Florida, maar het leger bleef een grote politieke invloed houden. In 1978 keerde hij terug naar Guatemala om voor de MLN deel te namen aan de presidentsverkiezingen, maar werd verslagen door Fernando Romeo Lucas García. Hij overleed in 1997.